# Mersin
Mersin (armeni Մերսին, grec antic Ζεφύριον, Zefírion) és una ciutat de Turquia a la costa sud mediterrània, capital de la província de Mersin. És part de l'àrea metropolitana d'Adana-Mersin i es troba a la regió natural econòmica i cultural anomenada Çukurova o Berdanova. Mersin és el principal port del país. Localment, l'anomenen la «Perla de la Mediterrània» (en turc: Akdeniz'in İncisi).

## Etimologia
Evliya Çelebi diu que el seu nom deriva de la tribu o clan dels Mersinoğullari, però podria derivar de murta (grec μύρτος), que abunda a la regió.

## Demografia
El 1980 tenia 216.308 habitants. La població varia segons diverses fonts entre més de 500.000 i menys d'1.000.000; les dades són: 623.861 (2007) 1.056.331 habitants o 537.842 habitants (2007 i 2000), 842.230 (2009) i 888.803. Quasi totes les dades són de fonts oficials turques: sembla que 888.803 habitants és la població del districte el 2009 i 842.230 habitants la de la ciutat el mateix any. La província tindria 1.056.331 habitants el 2007. La ciutat o el districte tindria 537.842 el 2000, i la ciutat 623.861 el 2007.

## Història
La costa de Mersin va ser habitada des de fa 8.000 anys, com demostren les excavacions de John Garstang al turó de Yumüktepe, que han revelat 23 nivells d'ocupació; els primers daten del 6300 aC. Una fortificació es va construir vers el 4500 aC, però el lloc va estar abandonat entre 3200 aC i 1200 aC.
Durant el període hel·lenístic, hi va haver una ciutat anomenada Zefírion (grec: Ζεφύριον), que és esmentada per nombrosos autors clàssics. A part del seu port natural i la seva posició estratègica en les rutes comercials, la ciutat aprofitava el comerç de molibdè de les properes mines de Coreyra. La ciutat va encunyar les seves pròpies monedes. Fou després part de l'Imperi Romà dins la província de Cilícia, amb capital a Tars, de la qual Mersin (el nom grec es va llatinitzar en Zephyrium, però al segle ii fou rebatejada Adrianòpolis o Hadrianopolis, en honor d'Hadrià) era el port. Prop de la ciutat, al sud-oest, hi havia Soli o Solès, clàssica Pompeiòpolis, les ruïnes de la qual encara existeixen.
El 395, va quedar dins l'Imperi Romà d'Orient i el desviament de les rutes comercials va fer caure la ciutat en la decadència. Els cristianisme hi va penetrar aviat i fou seu episcopal. Le Quien (Oriens christianus, II, 883) anomena quatre bisbes de Zephyrium: Aerius, que va estar al Concili de Constantinoble el 381; Zenobius, un Nestorià, present al Segon Concili de Constantinoble (V Concili Ecumènic) el 432-434; Hypatius, present al Concili de Calcedònia el 451; i Pere, present al Concili in Trullo, el 692. La ciutat va romandre seu titular de l'Església catòlica com a seu, Zephyriensis (està vacant des de 1966).
Va pertànyer a l'Imperi Romà d'Orient almenys fins al segle xi o començament del xii, quan va quedar inclosa dins els dominis armenis (Regne de la petita Armènia) i al segle xiv va passar als ramazanoğullari, turcmans vassalls dels mamelucs, fins a la conquesta otomana, el 1473. Cap esdeveniment important s'esmenta sota domini otomà, quan va passar a ser un poble sense importància. El 1832, Ibrahim Pasha, fill de Muhammad Ali d'Egipte, va refundar la ciutat. Al segle xix, durant la Guerra civil americana (1860-1865), la zona fou el major subministrador de cotó. El 1866, s'hi va construir una via fèrria.
A començaments del 1919, Mersin fou ocupada pels francesos d'acord amb el tractat de Sevres. Fou ocupada per l'exèrcit nacionalista turc el 1920, quan els francesos ja s'havien retirat. El 1924, Mersin fou declarada capital de la província del mateix nom i el 1933 es va unir a la província d'İçel, per formar la gran província d'İçel. El 2002, la província d'İçel fou rebatejada Mersin.

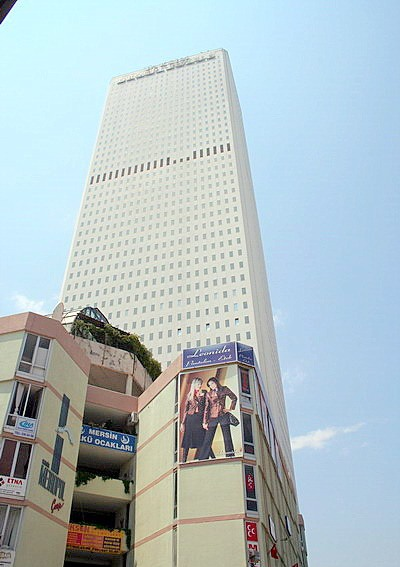
Ciutat de Mertim.

## La ciutat actual
Avui dia és una gran ciutat propera al milió d'habitants, estesa al llarg de la costa. Destaca la Torre Mertim, amb 52 pisos d'altura, que durant 13 anys fou l'edifici més alt de Turquia (1987 a 2000) fins a la construcció de la Torre İş Bankası a Istanbul. Hi ha hotels, òpera i terrenys d'alt cost prop de la mar i als turons, i tots els serveis urbans propis d'una gran ciutat. Els municipis que formen la ciutat i la seva població són:
| Nom del municipi | Població |
| ---------------- | -------- |
| Akdeniz          | 284333   |
| Mezitli          | 135092   |
| Toroslar         | 231838   |
| Yenişehir        | 197967   |

Pel fet que la Unió Postal Universal no reconeix la República Turca de Xipre del Nord com a estat sobirà, tot el correu adreçat al Nord de Xipre es retorna sistemàticament al remitent amb l'anotació "destinatari desconegut" (undeliverable), excepte si el remitent l'ha adreçat a través de Turquia, amb l'adreça "Mersin 10, Turquia".

## Economia
El port és la base de l'economia local; té 45 molls amb una àrea de 785.000 m2 i capacitat per a 6.000 vaixells a l'any. Adjacent al port i ha la Zona Lliure (Mersin Free Zone) establerta el 1986, quan fou la primera del país, amb un volum de comerç de 51,8 bilions de dòlars americans el 2002. L'aeroport d'Adana és a 69 km.

## Universitat de Mersin
La universitat fou fundada el 1992 amb 11 facultats, 6 escoles superiors i 9 escoles vocacionals. La universitat ha donat deu mil graduats i 22.000 estudiants.

## Agermanaments
- Latakia, Síria.
- West Palm Beach, Estats Units d'Amèrica.
- Kushimoto, Japó.
- Oberhausen, Alemanya.
- Kirkuk, Iraq.

## Personatges
- Evlin Bahçeban
- Karacaoğlan - poeta del segle xvi.
- Musa Eroğlu - compositor.
- Cemal Mersinli - (àlies Mersinli Cemal Paşa) - general otomà, ministre de defensa.
- Doğan Akça - artista pintor.
- Hüseyin Gezer - artista escultor.
- Etem Çalışkan - artista pintor.
- Yavuz Donat - periodista.
- Haldun Dormen -actor i director.
- Seyhan Kurt - poeta i escriptor.
- Güzide Duran - model.
- Müfide İlhan - primera alcaldessa de Turquia als anys 50.
- Özdemir İnce - autor.
- Ahmet Kireççi (àlies Mersinli Ahmet) - medallista olímpic en lluita.
- Nevit Kodallı - compositor.
- Turhan Oğuzbaş - poeta.
- Ümit Yaşar Oğuzcan - poeta.
- Kayhan Sağlamer - periodista.
- Fikri Sağlar - polític (quatre vegades Ministre de Cultura).
- Nevin Yanıt - atleta (campiona d'Europa en 100 m tanques).
- Atıf Yılmaz - director i productor.